# Copa ACLAV 2018
La Copa ACLAV de 2018, también como Copa ACLAV Argentina, es la decimocuarta de la segunda competencia nacional más importante a nivel de clubes de vóley masculino en la Argentina. Comenzó el 18 de octubre.
El Final Four se disputó en el Estadio Gorki Grana, en Morón, y allí Obras de San Juan logró su primer título en la competencia.
Además, esta edición marcó el inicio del «video check», un por el cual los equipos pueden pedir hasta dos revisiones por video de jugadas dudosas. El sistema empezó a funcionar a partir de las semifinales.

## Equipos participantes
| Club                 | Localidad                     |
| -------------------- | ----------------------------- |
| Bolívar Vóley        | Bolívar, Buenos Aires         |
| Ciudad Vóley         | Ciudad de Buenos Aires        |
| Gigantes del Sur     | Neuquén, Neuquén              |
| Libertad Burgi Vóley | San Jerónimo Norte, Santa Fe  |
| Monteros Vóley Club  | Monteros, Tucumán             |
| Obras de San Juan    | San Juan, San Juan            |
| PSM Vóley            | Puerto San Martín, Santa Fe   |
| River Plate          | Ciudad de Buenos Aires        |
| UNTreF Vóley         | Tres de Febrero, Buenos Aires |
| UPCN Vóley           | San Juan, San Juan            |

## Modo de disputa
La copa se disputa con el formato de eliminación directa. En primera fase se enfrentan los peores cuatro equipos de la temporada pasada: Libertad Burgi, Monteros Vóley, PSM Vóley y River Plate en formato de duelos de ida y vuelta, siendo local en el segundo partido los dos equipos mejores ubicados. Los ganadores de esas dos llaves se suman a los seis mejores equipos de la pasada temporada y nuevamente hay duelos de ida y vuelta entre los ocho equipos restantes. Los cuatro ganadores de esos enfrentamientos acceden al Final Four que se juega íntegramente en una sede y durante dos días seguidos, el 23 y 24 de enero.
Para determinar los ganadores de cada llave se utilizó el formato de partidos y "golden set". En primera instancia gana aquel equipo que gana los dos partidos, pero si los partidos los ganan los dos partidos, es decir, la serie se empata, se define el ganador en el segundo partido y en un "golden set", donde gana el equipo que gane ese set definitorio.

## Desarrollo del torneo
|  | Fase previa - reclasificación | Fase previa - reclasificación | Fase previa - reclasificación |   |   | Cuartos de final | Cuartos de final | Cuartos de final |  |                     | Semifinales   | Semifinales   |                     |   | Final                | Final |  |
|  |                               |                               |                               |   |   |                  |                  |                  |  |                     |               |               |                     |   |                      |       |  |
|  |                               |                               |                               |   |   |                  |                  |                  |  |                     |               |               |                     |   |                      |       |  |
|  |                               |                               |                               |   |   |                  |                  |                  |  |                     |               |               |                     |   |                      |       |  |
|  |                               |                               |                               |   |   |                  |                  |                  |  |                     |               |               |                     |   |                      |       |  |
|  |                               |                               |                               |   |   |                  |                  |                  |  |                     |               |               |                     |   |                      |       |  |
|  |                               | UPCN San Juan Vóley           | 3                             | 3 |   |                  |                  |                  |  |                     |               |               |                     |   |                      |       |  |
|  |                               |                               |                               | 3 |   |                  |                  |                  |  |                     |               |               |                     |   |                      |       |  |
|  |                               |                               | River Plate                   | 0 | 0 |                  |                  |                  |  |                     |               |               |                     |   |                      |       |  |
|  | Monteros Vóley Club           | 0                             | River Plate                   | 0 | 0 | 2                |                  |                  |  |                     |               |               |                     |   |                      |       |  |
|  | Monteros Vóley Club           | 0                             |                               |   |   |                  |                  |                  |  |                     |               |               |                     |   |                      |       |  |
|  | River Plate                   | 3                             | 3                             |   |   |                  |                  |                  |  |                     |               |               |                     |   |                      |       |  |
|  | River Plate                   | 3                             | 3                             |   |   |                  |                  |                  |  | UPCN San Juan Vóley | 0             |               |                     |   |                      |       |  |
|  |                               |                               |                               |   |   |                  |                  |                  |  | UPCN San Juan Vóley | 0             |               |                     |   |                      |       |  |
|  |                               |                               | Obras (San Juan)              | 3 |   |                  |                  |                  |  |                     |               |               |                     |   |                      |       |  |
|  |                               |                               | Obras (San Juan)              | 3 |   |                  |                  |                  |  |                     |               |               |                     |   |                      |       |  |
|  |                               |                               |                               |   |   |                  |                  |                  |  |                     |               |               |                     |   |                      |       |  |
|  |                               |                               |                               |   |   |                  |                  |                  |  |                     |               |               |                     |   |                      |       |  |
|  |                               | Obras (San Juan)              | 3                             | 3 |   |                  |                  |                  |  |                     |               |               |                     |   |                      |       |  |
|  |                               |                               |                               | 3 |   |                  |                  |                  |  |                     |               |               |                     |   |                      |       |  |
|  |                               |                               | Gigantes del Sur              | 0 | 1 |                  |                  |                  |  |                     |               |               |                     |   |                      |       |  |
|  |                               |                               | Gigantes del Sur              | 0 | 1 |                  |                  |                  |  |                     |               |               |                     |   |                      |       |  |
|  |                               |                               |                               |   |   |                  |                  |                  |  |                     |               |               |                     |   |                      |       |  |
|  |                               |                               |                               |   |   |                  |                  |                  |  |                     |               |               |                     |   |                      |       |  |
|  |                               |                               |                               |   |   |                  |                  |                  |  |                     | Ciudad Vóley  | 1             |                     |   |                      |       |  |
|  |                               |                               |                               |   |   |                  |                  |                  |  |                     |               |               |                     |   |                      |       |  |
|  |                               |                               | Obras (San Juan)              | 3 |   |                  |                  |                  |  |                     |               |               |                     |   |                      |       |  |
|  |                               |                               | Obras (San Juan)              | 3 |   |                  |                  |                  |  |                     |               |               |                     |   |                      |       |  |
|  |                               |                               |                               |   |   |                  |                  |                  |  |                     |               |               |                     |   |                      |       |  |
|  |                               |                               |                               |   |   |                  |                  |                  |  |                     |               |               |                     |   |                      |       |  |
|  |                               | Bolívar Vóley                 | 2                             | 3 |   |                  |                  |                  |  |                     |               |               |                     |   |                      |       |  |
|  |                               |                               |                               | 3 |   |                  |                  |                  |  |                     |               |               |                     |   |                      |       |  |
|  |                               |                               | Libertad Burgi Vóley (GS)     | 3 | 0 |                  |                  |                  |  |                     |               |               |                     |   |                      |       |  |
|  | Libertad Burgi Vóley          | 3                             | Libertad Burgi Vóley (GS)     | 3 | 0 | 3                |                  |                  |  |                     |               |               |                     |   |                      |       |  |
|  | Libertad Burgi Vóley          | 3                             |                               |   |   |                  |                  |                  |  |                     |               |               |                     |   |                      |       |  |
|  | UNTreF Vóley                  | 0                             | 1                             |   |   |                  |                  |                  |  |                     |               |               |                     |   |                      |       |  |
|  | UNTreF Vóley                  | 0                             | 1                             |   |   |                  |                  |                  |  | Ciudad Vóley        | 3             |               |                     |   |                      |       |  |
|  |                               |                               |                               |   |   |                  |                  |                  |  | Ciudad Vóley        | 3             |               |                     |   |                      |       |  |
|  |                               |                               | Libertad Burgi Vóley          | 2 |   |                  |                  |                  |  |                     |               |               |                     |   |                      |       |  |
|  |                               |                               | Libertad Burgi Vóley          | 2 |   |                  |                  |                  |  |                     |               |               |                     |   |                      |       |  |
|  |                               |                               |                               |   |   |                  |                  |                  |  |                     |               |               |                     |   |                      |       |  |
|  |                               |                               |                               |   |   |                  |                  |                  |  |                     |               |               |                     |   |                      |       |  |
|  |                               | Ciudad Vóley (GS)             | 2                             | 3 |   |                  |                  |                  |  |                     | Tercer puesto | Tercer puesto |                     |   |                      |       |  |
|  |                               |                               |                               | 3 |   |                  |                  |                  |  |                     | Tercer puesto | Tercer puesto |                     |   |                      |       |  |
|  |                               |                               | PSM Vóley                     | 3 | 2 |                  |                  |                  |  |                     |               |               |                     |   |                      |       |  |
|  |                               |                               | PSM Vóley                     | 3 | 2 |                  |                  |                  |  |                     |               |               | UPCN San Juan Vóley | 3 |                      |       |  |
|  |                               |                               |                               |   |   |                  |                  |                  |  |                     |               |               | UPCN San Juan Vóley | 3 |                      |       |  |
|  |                               |                               |                               |   |   |                  |                  |                  |  |                     |               |               |                     |   | Libertad Burgi Vóley | 1     |  |
|  |                               |                               |                               |   |   |                  |                  |                  |  |                     |               |               |                     |   | Libertad Burgi Vóley | 1     |  |
|  |                               |                               |                               |   |   |                  |                  |                  |  |                     |               |               |                     |   |                      |       |  |

El equipo ubicado en la primera línea tuvo ventaja de localía en la fase previa y en cuartos de final. Semifinales, tercer puesto y la final se jugaron en formato Final Four.

### Fase previa
Libertad Burgi Vóley - UNTreF Vóley
| 18 de octubre, 18:00 | UNTreF Vóley | 0 - 3                           | Libertad Burgi Vóley | Microestadio UNTreF, Tres de Febrero         |                                              |
|                      |              | ( 21-25, 23-25, 19-25 ) Reporte |                      | Árbitro(s): * Luis Fuentes * Ricardo Cabrera | Árbitro(s): * Luis Fuentes * Ricardo Cabrera |

| 25 de octubre, 21:00               | Libertad Burgi Vóley | 3 - 1                                  | UNTreF Vóley | La Calderita, San Jerónimo Norte                        |                                                         |
|                                    |                      | ( 21-25, 25-22, 25-22, 25-22 ) Reporte |              | Árbitro(s): * Gabriel Fernández * Pablo Sebastián Pérez | Árbitro(s): * Gabriel Fernández * Pablo Sebastián Pérez |
| Partido televisado por TyC Sports. |                      |                                        |              |                                                         |                                                         |

Monteros Vóley Club - River Plate
| 18 de octubre, 21:00               | River Plate | 3 - 0                           | Monteros Vóley Club | Microestadio UNTreF, Tres de Febrero              |                                                   |
|                                    |             | ( 25-23, 29-27, 25-21 ) Reporte |                     | Árbitro(s): * Sebastián Cagiao * José Luis Barrio | Árbitro(s): * Sebastián Cagiao * José Luis Barrio |
| Partido televisado por TyC Sports. |             |                                 |                     |                                                   |                                                   |

| 26 de octubre, 21:00 | Monteros Vóley Club | 2 - 3                                         | River Plate | Polideportivo Municipal, Monteros            |                                              |
|                      |                     | ( 25-20, 26-24, 22-25, 23-25, 11-15 ) Reporte |             | Árbitro(s): * Fabián Concia * Antonio Burgos | Árbitro(s): * Fabián Concia * Antonio Burgos |

### Cuartos de final
UPCN San Juan Vóley - por definir
| 15 de noviembre, 21:00 | River Plate | 0 - 3                           | UPCN San Juan Vóley | Microestadio River Plate, Buenos Aires          |                                                 |
|                        |             | ( 23-25, 22-25, 18-25 ) Reporte |                     | Árbitro(s): * Cristian Chunco * Ricardo Cabrera | Árbitro(s): * Cristian Chunco * Ricardo Cabrera |

| 7 de diciembre, 22:00 | UPCN San Juan Vóley | 3 - 0                           | River Plate | Estadio Aldo Cantoni, San Juan                      |                                                     |
|                       |                     | ( 25-20, 25-16, 25-21 ) Reporte |             | Árbitro(s): * Gastón Adrian Yorio * Gabriel Cáceres | Árbitro(s): * Gastón Adrian Yorio * Gabriel Cáceres |

Bolívar Vóley - Libertad Burgi Vóley
| 16 de noviembre, 21:00 | Libertad Burgi Vóley | 3 - 2                                        | Bolívar Vóley | Gimnasio Roque Otrino, Santa Fe                    |                                                    |
|                        |                      | ( 21-25, 23-25, 29-27, 25-22, 15-6 ) Reporte |               | Árbitro(s): * José Luis Barrios * Sebastián Cagiao | Árbitro(s): * José Luis Barrios * Sebastián Cagiao |

| 7 de diciembre, 22:00                                                          | Bolívar Vóley | 3 - 0                           | Libertad Burgi Vóley | Estadio República de Venezuela, Bolívar        |                                                |
|                                                                                |               | ( 25-19, 25-18, 28-26 ) Reporte |                      | Árbitro(s): * José Luis Barrios * Luis Fuentes | Árbitro(s): * José Luis Barrios * Luis Fuentes |
| Set de oro: Bolívar Vóley 22-25 Libertad Burgi Vóley. Libertad avanzó de fase. |               |                                 |                      |                                                |                                                |

Ciudad Vóley - PSM Vóley
| 18 de noviembre, 21:00 | PSM Vóley | 3 - 2                                         | Ciudad Vóley | Club Paraná, Puerto San Martín                        |                                                       |
|                        |           | ( 26-28, 25-20, 25-22, 18-25, 15-12 ) Reporte |              | Árbitro(s): * Jonatan Escudero * Nicolás Jesús Casado | Árbitro(s): * Jonatan Escudero * Nicolás Jesús Casado |

| 6 de diciembre, 20:30                                                  | Ciudad Vóley | 3 - 2                                         | PSM Vóley | Polideportivo Gorki Grana, Castelar              |                                                  |
|                                                                        |              | ( 21-25, 22-25, 25-22, 25-20, 15-10 ) Reporte |           | Árbitro(s): * Andrés Villareal * Ricardo Cabrera | Árbitro(s): * Andrés Villareal * Ricardo Cabrera |
| Set de oro: Ciudad Vóley 25-17 PSM Vóley. Ciudad Vóley avanzó de fase. |              |                                               |           |                                                  |                                                  |

Obras (San Juan) - Gigantes del Sur
| 7 de diciembre, 19:00 | Gigantes del Sur | 0 - 3                           | Obras (SJ) | Estadio Aldo Cantoni, San Juan                   |                                                  |
|                       |                  | ( 19-25, 23-25, 13-25 ) Reporte |            | Árbitro(s): * Gabriel Fernández * Gabriela López | Árbitro(s): * Gabriel Fernández * Gabriela López |

| 8 de diciembre, 22:00 | Obras (SJ) | 3 - 1                                  | Gigantes del Sur | Estadio Aldo Cantoni, San Juan                     |                                                    |
|                       |            | ( 25-18, 23-25, 25-23, 25-22 ) Reporte |                  | Árbitro(s): * Gabriel Fernández * Jonatan Escudero | Árbitro(s): * Gabriel Fernández * Jonatan Escudero |

### Final four
Semifinales
| 23 de enero, 20:00 | UPCN San Juan Vóley | 0 - 3                           | Obras (SJ) | Estadio Gorki Grana, Morón                         |                                                    |
|                    |                     | ( 30-32, 27-29, 17-25 ) Reporte |            | Árbitro(s): * José Luis Barrios * Marcelo Pierobón | Árbitro(s): * José Luis Barrios * Marcelo Pierobón |

| 23 de enero, 22:30                 | Ciudad Vóley | 3 - 2                                         | Libertad Burgi Vóley | Estadio Gorki Grana, Morón                        |                                                   |
|                                    |              | ( 25-22, 25-23, 18-25, 24-26, 18-16 ) Reporte |                      | Árbitro(s): * Cristian Chunco * Gabriel Fernández | Árbitro(s): * Cristian Chunco * Gabriel Fernández |
| Partido televisado por TyC Sports. |              |                                               |                      |                                                   |                                                   |

Tercer puesto
| 24 de enero, 20:00 | UPCN San Juan Vóley | 3 - 1                                  | Libertad Burgi Vóley | Estadio Gorki Grana, Morón                          |                                                     |
|                    |                     | ( 25-20, 20-25, 29-27, 25-22 ) Reporte |                      | Árbitro(s): * Gabriel Fernández * José Luis Barrios | Árbitro(s): * Gabriel Fernández * José Luis Barrios |

Final
| 24 de enero, 22:30                 | Ciudad Vóley | 1 - 3                                  | Obras (SJ) | Estadio Gorki Grana, Morón                       |                                                  |
|                                    |              | ( 25-18, 17-25, 16-25, 23-25 ) Reporte |            | Árbitro(s): * Marcelo Pierobón * Cristian Chunco | Árbitro(s): * Marcelo Pierobón * Cristian Chunco |
| Partido televisado por TyC Sports. |              |                                        |            |                                                  |                                                  |